# Комсомольский переулок (Томск)
Комсомо́льский переу́лок — улица в Томске, от реки Ушайки до Аптекарского переулка.

## История
Первоначальное название (Никольский переулок) связано с близ расположенной Никольской церковью (находилась на месте современного д. 6а по улице Крылова).
Переулок имел ремесленный характер, здесь находились мастерские, меблированные комнаты, литография газеты «Сибирская жизнь».
Старейшим в переулке считается д. 8 (1819).

## Новая история
Современное название переулок получил 25 июня 1929 года.

## Достопримечательности
В д. 6 жил С. Ф. Незговоров — известный томский резчик по дереву, выполнивший резной декор домов по улицам Шишкова, 10; Войкова, 21; Дзержинского, 21, Красноармейская, 67а.